# Напівемпіричні методи
Напівемпірúчні мéтоди в квантовій хімії — це способи моделювання речовин та їх властивостей, які, спираючись на точні теоретичні уявлення, для отримання кінцевої відповіді використовують числові значення, добуті шляхом експерименту або точніших теоретичних методів. Звичайна схема така: при спрощенні точної моделі вводять один чи кілька емпіричних параметрів, значення яких підбирають так, аби спрощена модель найкращим чином відтворювала певний набір експериментальних або точніших теоретичних даних.

## Загальна характеристика
Напівемпіричні методи квантової хімії — це методи розрахунку характеристик молекули чи речовини із залученням експериментальних або точніших теоретичних даних. За своїм змістом вони подібні до неемпіричних методів розв'язування рівняння Шредінгера, але для зменшення обсягу обчислень вводять додаткові спрощення. Ці спрощення зазвичай такі:
- валентне наближення: нехтування електронами внутрішніх цілком заповнених оболонок;
- наближене оцінювання класів молекулярних інтегралів, які виникають при розв'язанні точних рівнянь того квантовохімічного методу, в межах якого реалізується напівемпіричний розрахунок. Інтеграли замінюють наперед заданими числовими значеннями, залежними від типу відповідних атомів та, інколи, також певних геометричних параметрів.

Перевагою напівемпіричних методів над нееміпричними, крім дуже суттєвого спрощення обчислень, є часткова компенсація окремих дефектів, закладених в неемпіричних теоретичних моделях. Тому значно простіший напівемпіричний метод часто здатен давати кращі оцінки для геометрії та інших властивостей молекул, ніж реалізований в повному обсязі метод Гартрі — Фока.
Найгіршою вадою напівемпіричних методів є неконтрольованість використаних спрощень, внаслідок чого неможливо в загальному випадку передбачити, чи буде придатним той чи інший метод для моделювання певної молекули або кристалу. Меншою проблемою є специфічність методів чи то параметризацій: зазвичай, геометричні параметри молекули краще відтворює один метод, стандартну теплоту утворення сполуки — другий, потенціал іонізації та УФ спектр — третій та четвертий тощо.

## Поширене наближення
Ключовим є наближення нульового диференційного перекриття, НДП (англ. neglecting of differential overlap, NDO), запропоноване Р. Парром. Воно полягає в тому, що при обчисленні двохелектронних інтегралів добутки вигляду {\displaystyle \chi _{i}(1)\chi _{j}(1)} при {\displaystyle i\neq j} вважаються нульовими. Внаслідок цього залежність кількості обчислюваних двохелектронних інтегралів від числа N атомних базисних функцій послаблюється від N4 до N2.

## Окремі представники і точність
Найбільш послідовний метод цього класу — CNDO — був запропонований Дж. Поплом. Наприкінці XX ст. він втратив практичне значення, поступившись технічно складнішим методам AM1, PM3, INDO/S.
Одному з актуальних напівемпіричних методів, PM6, притаманні такі значення середньої абсолютної похибки для величин: стандартної теплоти утворення 8 ккал/моль, довжини зв'язку 0,091 Å, валентного кута 7,86°, дипольного моменту 0,85 Дебай, потенціалу іонізації 0,5 еВ. Подібні доволі великі значення похибки є характерними для всіх напівеміпричних методів. Похибки для речовин, що складаються із елементів першого та другого періодів, тобто найбільш розповсюджених органічних речовин, значно менші.